# Ліван на літніх Олімпійських іграх 2004
Ліван брав участь у Літніх Олімпійських іграх 2004 року в Афінах (Греція) учотирнадцяте за свою історію, але не завоював жодної медалі. Збірну країни представляли 5 учасників, з яких 2 жінки.